# Feuillantklubben

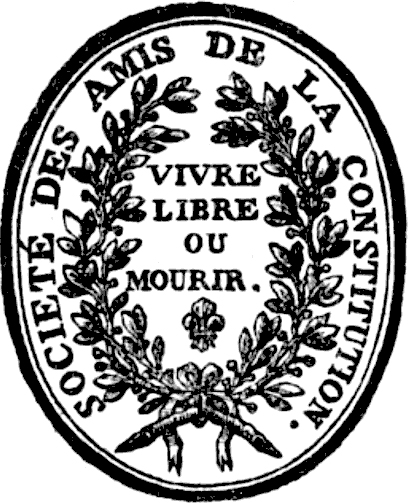
JacobinVignette01

Feuillantklubben var ett konstitutionellt monarkistiskt parti i franska revolutionen, grundat den 16 juli 1791 efter en splittring av jakobinklubben.
Orsakerna till schismen var olika mening om återvalbarheten av nationalförsamlingens ledamöter till den kommande, lagstiftande församlingen och synen på republiken och kungens avsättning efter kungafamiljens flyktförsök till Varennes-en-Argonne i juni 1791. samtidigt med Feuillantklubbens bildande inträffade Massakern på Marsfältet (den 17 juli 1791) vilken representerade en reaktion på den nyväckta agitationen för republik. Feuillantklubben, under ledning av 1789 års män sådana som Joseph Barnave, Adrien Duport och bröderna Lameth ville försvara den konstitutionella monarki som var på väg att stadfästas.